# Údarás na Gaeltachta

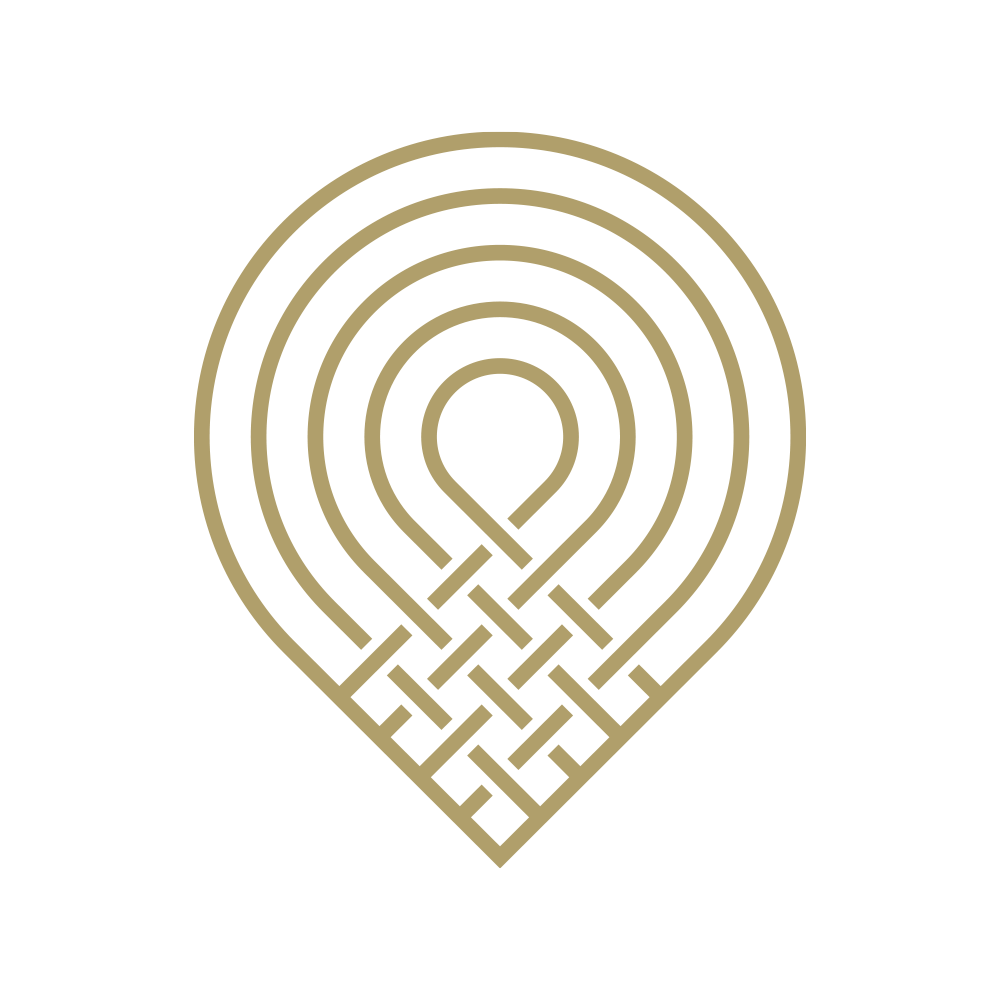
Logo Údarás na Gaeltachta

Údarás na Gaeltachta is de organisatie die zich in Ierland bezighoudt met de ontwikkeling van de Gaeltacht, de gebieden in Ierland waar het Iers nog als eerste taal gebruikt wordt. De organisatie heeft haar hoofdkantoor in Furbo in het graafschap Galway. Daarnaast zijn er kantoren in de vier belangrijkste Gaeltacht-gebieden in de graafschappen Donegal, Mayo, Kerry en Cork.
De organisatie is in 1980 opgericht. Het bestuur wordt gevormd door een raad van 20 leden. Hiervan worden 17 leden gekozen door de inwoners van de Gaeltacht terwijl drie leden worden benoemd door de minister die verantwoordelijk is voor de Gaeltacht.